# Planet (locomotive)
Pour les articles homonymes, voir Planet.
Planet en Europe est un type de locomotive à vapeur dont les essieux ont la configuration suivante (de l'avant vers l'arrière) :
- 1 essieu porteur
- 1 essieu moteur

## Codifications
Ce qui s'écrit :
- 2-2-0 en codification Whyte.
- 110 en codification d'Europe.
- 1A en codification allemande et italienne.
- 12 en codification turque.
- 1/2 en codification suisse.

## Caractéristiques
Cette locomotive supprimait deux des principales imperfections du modèle antérieur Rocket, la disposition de l'essieu moteur à l'arrière diminuait le patinage au démarrage, celui des cylindres à l'avant les mouvements de lacets. 
Ces améliorations lui ont permis d'être le premier type de locomotives fabriqué en série.

## La Planet d'origine
Cette appellation est due à la première locomotive de ce type, la Planet construite en 1830 par Robert Stephenson and Company pour la compagnie Liverpool and Manchester Railway. C'est la première locomotive à utiliser des cylindres internes et la disposition d'essieux 110. 
Une réplique fonctionnelle a été construite par les Amis du Museum of Science and Industry de Manchester.

## Abandon de cette disposition
Ce type de locomotive est abandonné après quelques années remplacé par les patentee à trois essieux, plus puissantes. La rupture d'un essieu d'une locomotive planet placée en tête d'un train de Versailles-Rive-Gauche à Paris est la cause principale de la catastrophe ferroviaire de Meudon de 1842.